# The Best FIFA Football Awards 2017
I The Best FIFA Football Awards 2017 si sono svolti il 23 ottobre a Londra, in Inghilterra.

## Premi

### The Best FIFA Men's Player
Una commissione ha compilato una shortlist di 24 giocatori per il The Best FIFA Men's Player.
I 24 candidati sono stati annunciati il 17 agosto 2017. I tre finalisti sono stati annunciati il 22 settembre 2017.
| Posizione       | Nome                      | Club                             | Nazionalità | Percentuale |
| I finalisti     | I finalisti               | I finalisti                      | I finalisti | I finalisti |
| --------------- | ------------------------- | -------------------------------- | ----------- | ----------- |
| 1               | Cristiano Ronaldo         | Real Madrid                      | Portogallo  | 43.16%      |
| 2               | Lionel Messi              | Barcellona                       | Argentina   | 19.25%      |
| 3               | Neymar                    | Barcellona / Paris Saint-Germain | Brasile     | 6.97%       |
| Altri candidati |                           |                                  |             |             |
| 4               | Gianluigi Buffon          | Juventus                         | Italia      | 6.82%       |
| 5               | Sergio Ramos              | Real Madrid                      | Spagna      | 3.34%       |
| 6               | Luka Modrić               | Real Madrid                      | Croazia     | 3.33%       |
| 7               | Toni Kroos                | Real Madrid                      | Germania    | 2.70%       |
| 8               | Marcelo                   | Real Madrid                      | Brasile     | 2.09%       |
| 9               | N'Golo Kanté              | Chelsea                          | Francia     | 1.35%       |
| 10              | Luis Suárez               | Barcellona                       | Uruguay     | 1.19%       |
| 11              | Pierre-Emerick Aubameyang | Borussia Dortmund                | Gabon       | 1.10%       |
| 12              | Paulo Dybala              | Juventus                         | Argentina   | 1.07%       |
| 13              | Eden Hazard               | Chelsea                          | Belgio      | 1.03%       |
| 14              | Zlatan Ibrahimović        | Manchester United                | Svezia      | 0.82%       |
| 15              | Andrés Iniesta            | Barcellona                       | Spagna      | 0.82%       |
| 16              | Robert Lewandowski        | Bayern Monaco                    | Polonia     | 0.77%       |
| 17              | Antoine Griezmann         | Atlético Madrid                  | Francia     | 0.67%       |
| 18              | Daniel Carvajal           | Real Madrid                      | Spagna      | 0.62%       |
| 19              | Manuel Neuer              | Bayern Monaco                    | Germania    | 0.58%       |
| 20              | Keylor Navas              | Real Madrid                      | Costa Rica  | 0.56%       |
| 21              | Arturo Vidal              | Bayern Monaco                    | Cile        | 0.51%       |
| 22              | Leonardo Bonucci          | Juventus / Milan                 | Italia      | 0.47%       |
| 23              | Alexis Sánchez            | Arsenal                          | Cile        | 0.45%       |
| 24              | Harry Kane                | Tottenham Hotspur                | Inghilterra | 0.33%       |

### The Best FIFA Goalkeeper
Una commissione ha compilato una shortlist di 3 portieri per il The Best FIFA Goalkeeper.
I 3 candidati sono stati annunciati il 22 settembre 2017.
| Posizione | Nome             | Club          | Nazionalità | Percentuale |
| --------- | ---------------- | ------------- | ----------- | ----------- |
| 1         | Gianluigi Buffon | Juventus      | Italia      | 42.42%      |
| 2         | Manuel Neuer     | Bayern Monaco | Germania    | 32.32%      |
| 3         | Keylor Navas     | Real Madrid   | Costa Rica  | 10.10%      |

### The Best FIFA Women's Player
Una commissione ha compilato una shortlist di 10 giocatrici per il The Best FIFA Women's Player.
Le 10 candidate sono stati annunciate il 17 agosto 2017. Le tre finaliste sono state annunciate il 22 settembre 2017.
| Posizione       | Nome               | Club                           | Nazionalità  | Percentuale  |
| Le finaliste    | Le finaliste       | Le finaliste                   | Le finaliste | Le finaliste |
| --------------- | ------------------ | ------------------------------ | ------------ | ------------ |
| 1               | Lieke Martens      | Rosengård / Barcellona         | Paesi Bassi  | 21.72%       |
| 2               | Carli Lloyd        | Houston Dash / Manchester City | Stati Uniti  | 16.28%       |
| 3               | Deyna Castellanos  | Santa Clarita Blue Heat        | Venezuela    | 11.69%       |
| Altre candidate |                    |                                |              |              |
| 4               | Dzsenifer Marozsán | Olympique Lione                | Germania     | 11.47%       |
| 5               | Pernille Harder    | Linköpings / VfL Wolfsburg     | Danimarca    | 11.06%       |
| 6               | Vivianne Miedema   | Bayern Monaco / Arsenal        | Paesi Bassi  | 6.28%        |
| 7               | Wendie Renard      | Olympique Lione                | Francia      | 5.79%        |
| 8               | Jodie Taylor       | Arsenal                        | Inghilterra  | 5.79%        |
| 9               | Lucy Bronze        | Manchester City                | Inghilterra  | 5.04%        |
| 10              | Samantha Kerr      | Perth Glory / Sky Blue         | Australia    | 4.88%        |

### The Best FIFA Men's Coach
Una commissione ha compilato una shortlist di 12 allenatori per il The Best FIFA Men's Coach.
I 12 candidati sono stati annunciati il 17 agosto 2017. I tre finalisti sono stati annunciati il 22 settembre 2017.
| Posizione       | Nome                 | Squadra           | Percentuale |
| I finalisti     | I finalisti          | I finalisti       | I finalisti |
| --------------- | -------------------- | ----------------- | ----------- |
| 1               | Zinédine Zidane      | Real Madrid       | 46.22%      |
| 2               | Antonio Conte        | Chelsea           | 11.62%      |
| 3               | Massimiliano Allegri | Juventus          | 8.78%       |
| Altri candidati |                      |                   |             |
| 4               | Joachim Löw          | Germania          | 7.40%       |
| 5               | José Mourinho        | Manchester United | 5.28%       |
| 6               | Leonardo Jardim      | Monaco            | 4.84%       |
| 7               | Carlo Ancelotti      | Bayern Monaco     | 3.62%       |
| 8               | Pep Guardiola        | Manchester City   | 2.88%       |
| 9               | Tite                 | Brasile           | 2.87%       |
| 10              | Diego Simeone        | Atlético Madrid   | 2.77%       |
| 11              | Luis Enrique         | Barcellona        | 2.00%       |
| 12              | Mauricio Pochettino  | Tottenham Hotspur | 1.72%       |

### The Best FIFA Women's Coach
Una commissione ha compilato una shortlist di 10 allenatori per il The Best FIFA Women's Coach.
I 10 candidati sono stati annunciati il 17 agosto 2017. I tre finalisti sono stati annunciati il 22 settembre 2017.
| Posizione       | Nome               | Squadra                         | Percentuale |
| I finalisti     | I finalisti        | I finalisti                     | I finalisti |
| --------------- | ------------------ | ------------------------------- | ----------- |
| 1               | Sarina Wiegman     | Paesi Bassi                     | 36.24%      |
| 2               | Nils Nielsen       | Danimarca                       | 12.64%      |
| 3               | Gérard Prêcheur    | Olympique Lione                 | 9.37%       |
| Altri candidati |                    |                                 |             |
| 4               | Emma Hayes         | Chelsea                         | 8.63%       |
| 5               | Ralf Kellermann    | VfL Wolfsburg                   | 6.94%       |
| 6               | Florence Omagbemi  | Nigeria                         | 6.77%       |
| 7               | Olivier Echouafni  | Francia                         | 5.21%       |
| 8               | Dominik Thalhammer | Austria                         | 5.20%       |
| 9               | Xavi Llorens       | Barcellona                      | 4.74%       |
| 10              | Hwang Yong-Bong    | Corea del Nord / Corea del Nord | 4.26%       |

### FIFA Fair Play Award
Il riconoscimento viene dato ad un giocatore, un allenatore, una squadra, un arbitro, un tifoso o una tifoseria per premiare un gesto di fair play esemplare, in campo o fuori dal campo, nel periodo che va dal novembre 2016 all'agosto 2017.
| Giocatore    | Motivazione                                                                                                  |
| ------------ | --- |
| Francis Koné | Per aver salvato la vita di un avversario prestandogli il primo soccorso in campo dopo uno scontro di gioco. |

### FIFA Puskás Award
Il premio per il gol migliore dell'anno è stato vinto da Olivier Giroud per la rete segnata il 1º gennaio 2017 nella gara di Premier League tra Arsenal e Crystal Palace.

### FIFA Fan Award
Il riconoscimento premia il miglior momento legato alle tifoserie nel periodo che va dal novembre 2016 all'agosto 2017, indipendentemente dal campionato, dal genere o dalla nazionalità.
| Posizione | Tifosi                       | Incontro                     | Competizione                       | Data              | Percentuale |
| --------- | ---------------------------- | ---------------------------- | ---------------------------------- | ----------------- | ----------- |
| 1         | Tifosi del Celtic            | Celtic - Heart of Midlothian | Scottish Premiership 2016-2017     | 21 maggio 2017    | 55.92%      |
| 2         | Tifosi del Borussia Dortmund | Borussia Dortmund - Monaco   | UEFA Champions League 2016-2017    | 11-12 aprile 2017 | 36.20%      |
| 3         | Tifosi del Copenhagen        | Copenhagen - Brøndby         | DBUs Landspokalturnering 2016-2017 | 25 maggio 2017    | 7.88%       |

### FIFA FIFPro World11
| Nome              | Club di appartenenza             |
| Portiere          | Portiere                         |
| ----------------- | -------------------------------- |
| Gianluigi Buffon  | Juventus                         |
| Difensori         |                                  |
| Dani Alves        | Juventus / Paris Saint-Germain   |
| Leonardo Bonucci  | Juventus / Milan                 |
| Sergio Ramos      | Real Madrid                      |
| Marcelo           | Real Madrid                      |
| Centrocampisti    |                                  |
| Luka Modrić       | Real Madrid                      |
| Toni Kroos        | Real Madrid                      |
| Andrés Iniesta    | Barcellona                       |
| Attaccanti        |                                  |
| Lionel Messi      | Barcellona                       |
| Cristiano Ronaldo | Real Madrid                      |
| Neymar            | Barcellona / Paris Saint-Germain |